# Instituto Mater Boni Consilii
El Instituto Mater Boni Consilii (Instituto Madre del Buen Consejo) es un sodalicio de fieles o asociación católica tradicionalista de sacerdotes y seglares que sigue la Tesis de Casiciacum, una modalidad teológica creada por Monseñor Guérard des Lauriers e inspirada en la escolástica tomista de la materia y la forma. Se trata de dar respuesta al problema de la Sede Apostólica vacante, mediante una docta teoría que, si bien reconoce que no hay papa formal, considera que sí lo hay materialmente y que la Iglesia no pierde jamás la jurisdicción aunque sí pueda dejar de ser, formalmente, legítima. Se trata, pues, de un sedevacantismo mitigado o "sedeprivacionismo".
El instituto fue creado en 1985 con sacerdotes procedentes de la Hermandad Sacerdotal San Pío X, bajo la jefatura del Rvdo. P. Francesco Ricossa. Los otros tres fundadores fueron el P. Franco Munari, el P. Curzio Nitoglia (que regresó a la HSSPX) y el P. Giuseppe Murro. El Instituto tiene presencia sobre todo en Europa Occidental, siendo más fuerte en Italia, Francia y Bélgica; aunque también tiene sacerdotes simpatizantes y fieles en Hispanoamérica, concretamente en Argentina. Tiene un seminario en Verrua Savoia cercano Turin, Italia. Este instituto tiene cierta similitud con la Sociedad San Pío V en que rehúsan utilizar el misal de 1962, al considerarlo que tiene ya ciertas influencias modernistas, prefiriendo usar la versión codificada por San Pío X.
El Instituto Mater Boni Consilii (IMBC) está asistido por el Obispo Geert Jan Stuyver, quién pertenece al mismo. Anteriormente era el Obispo Franco Munari quién se ocupaba de las necesitades del Instituto.
El IMBC también utiliza el nombre Sodalitium Pianum como nombre alternativo; ésta era la denominación de un grupo de clérigos católicos que se dedicaban a buscar información de otros eclesiásticos –incluidos cardenales– o de miembros de congregaciones religiosas que fueran sospechosos de modernismo teológico.